# تشارلز باورز (سياسي)
تشارلز باورز هو قاضي وسياسي أسترالي، ولد في 8 مارس 1853 في بريزبان في أستراليا، وتوفي في 25 أبريل 1939 في ملبورن في أستراليا. انتخب عضو المجلس التشريعي لولاية كوينزلاند ‏.